# げそ天

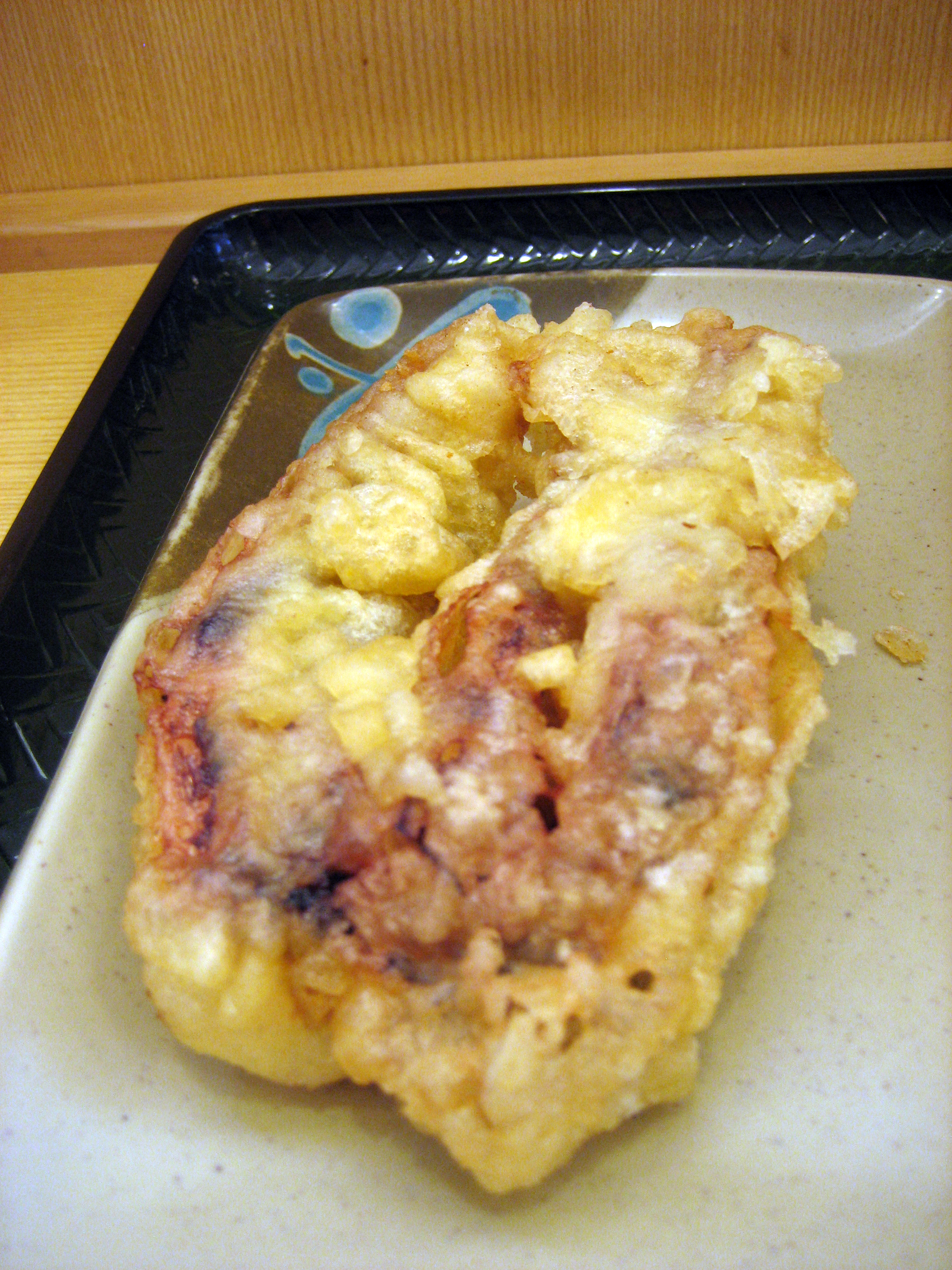
ゲソ天

げそ天（げそてん）は、イカの足（ゲソ）を揚げた天ぷらである。
山形県で消費量が高く、山形県内の蕎麦屋やラーメン屋のトッピングとして使用される他、居酒屋などで一品メニューとしても提供されている。
げそ天に使用されるイカは主にスルメイカやアカイカが多い。

## 歴史
山形県の村山地方や最上地方で江戸時代頃から食べられたとされる。当時は生のイカが簡単には手に入らず、スルメの足(げそ)を水で戻してから天ぷらにして食べるのが庶民の間で親しまれていたという。
山形県以外でもげそ天はトッピングとして蕎麦などと一緒に食べられているが、げそはイカの足の部分であることからイカの胴体と比べ格下に扱われることもあった。関東圏の老舗そば店では安い足の部分を使うことへの抵抗の他、天ぷらの油がすぐ汚れる、下処理でまな板を汚してしまう、小さな吸盤があって食べにくいとのことから敬遠されていた。